# Tekliades ramanatek
Tekliades ramanatek is een vlinder uit de familie van de dikkopjes (Hesperiidae). De wetenschappelijke naam van de soort is voor het eerst gepubliceerd in 1833 door Jean Baptiste Boisduval.

## Verspreiding
De soort komt voor op de Comoren en Madagaskar.

## Ondersoorten
- Tekliades ramanatek ramanatek (Boisduval, 1833) (Madagaskar)
- Tekliades ramanatek comorana (Evans, 1937) (Comoren)
  - = Coeliades ramanatek comorana Evans, 1937